# LG G3S
Az LG G3S az LG érintőképernyős, Android operációs rendszerrel működő középkategóriás okostelefonja. A készülék a G3 telefonnal az LG G3-család tagja.

## Főbb paraméterek
- Processzor: Qualcomm / MSM8926 / 1.2GHz Quad Core
- Kijelző: 5,0 collos (1280x720)
- Kamera: 8 megapixeles elsődleges kamera, 1,3 megapixeles másodlagos kamera
- Akku: 2,540mAh
- Operációs rendszer: Android 4.4 KitKat
- Méret: 137,75 x 69,6 x 10,3 mm
- Súly: 133 g
- Hálózat: 2G: GSM 850/900/1800/1900 MHz 3G: 850/900/1900/2100 MHz 4G: 1800 (Band III)/2600 (Band VII)/800 (Band XX)
- Egyéb: Mozgásérzékelő, RDS